# Комсомольск (Башкортостан)

Вид на посёлок с севера

Комсомо́льск (баш. Комсомольск) — село в Учалинском районе Республики Башкортостан России. Расположен на восточном склоне хребта Ирендык, в верховьях реки Уй, у подножия вершины Беркут-тау.
Центр Тунгатаровского сельсовета.

## Общее описание
Село основано в 1955 году как центральная усадьба  Поляковского совхоза, занимавшегося земледелием и скотоводством. Место расположения было выбрано, исходя из логистических и административных соображений, на реке Уй, на региональной автодороге 80К-003 Белорецк — Учалы — Миасс, в непосредственной близости от железнодорожной станции Курамино Южно-Уральской железной дороги. Расстояние до районного центра города Учалы составляет 40 км, до города Миасса  60 км.

## Рельеф и климат
Посёлок расположен на границе Южного Урала и Зауралья. Хребты Ирендык и Кумас — самые восточные хребты Южного Урала. Рельеф изрезанный, падение высот в пределах села составляет около 50 м.

## История
Село развивалось как сельскохозяйственный, административный центр северной части Учалинского района. До конца 1980-х годов активно развивалась золотодобыча на реке Уй. Активно заселялся Комсомольск выходцами из близлежащих деревень, в первую очередь башкирами-табынцами (роды барын-табын и кара-табын).

## Население
| 2002 | 2009 | 2010 |
| ---- | ---- | ---- |
| 561  | ↘541 | ↘433 |

## Инфраструктура
На территории села расположены объекты социальной инфраструктуры, обслуживающие северную часть Учалинского района:
- сельский дом культуры со зрительным залом на 300 мест,
- средняя школа
- больница-амбулатория со станцией скорой помощи,
- библиотека,
- детский сад,
- детская музыкальная школа.

## Религия
Верующее население посёлка: мусульмане-сунниты. Ближайшая мечеть находится в деревне Курама. В 14 километрах, на горе Ауштау, находится захоронение средневекового суфистского святого, почитаемое как священное место.
Ближайший православный храм находится в Вознесенке, в 10 километрах.

## Транспорт
Станция Курамино Южно-Уральской железной дороги находится в 5 километрах.